# Kajmak (Turcja)

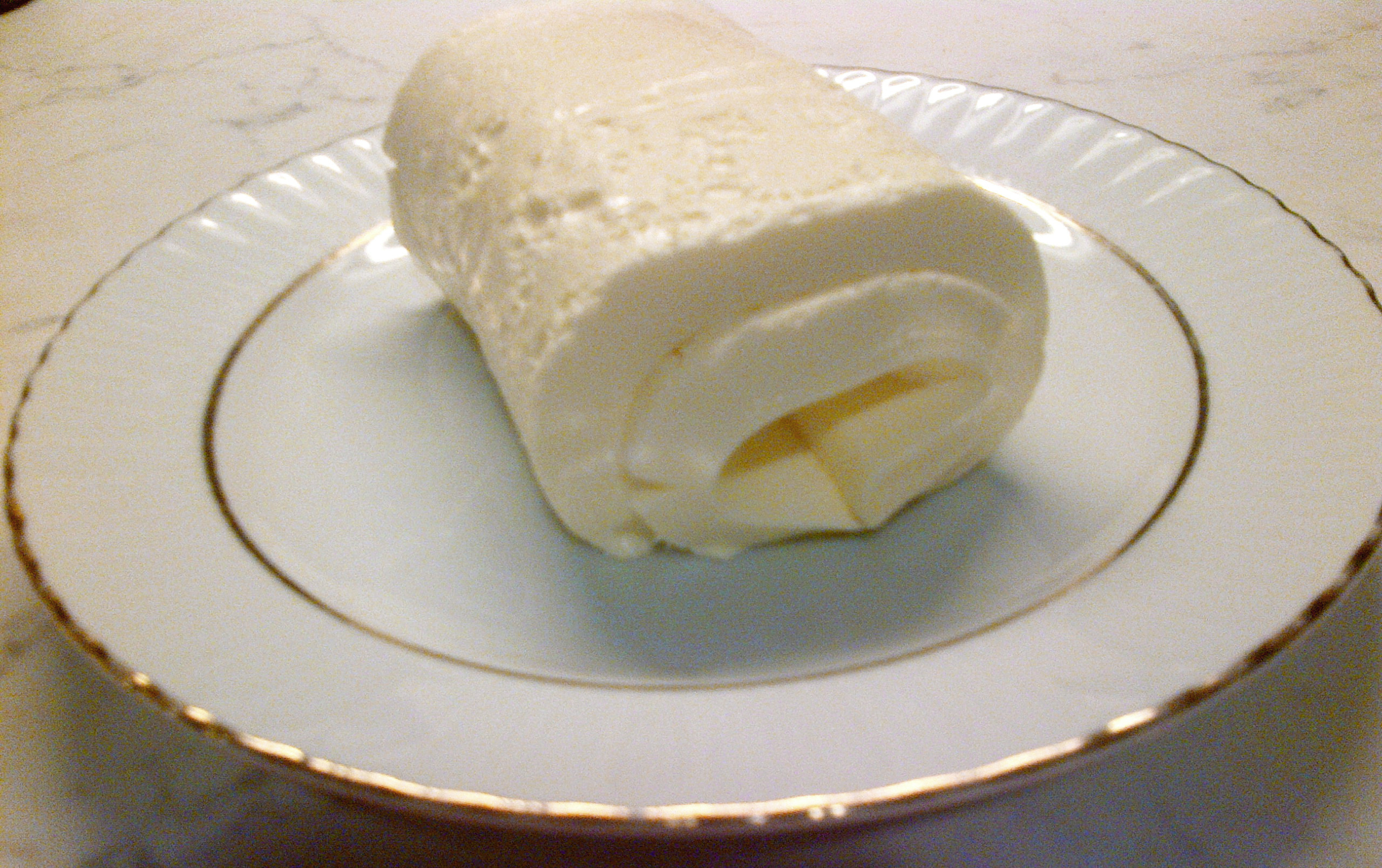
Kajmak

Kajmak (tur. kaymak) – produkt przygotowywany z mleka bawołu domowego i śmietanki kremówki. Wyrób charakterystyczny dla kuchni bałkańskiej, zwłaszcza tureckiej, serbskiej, czarnogórskiej, macedońskiej i bośniackiej. Znany także w kuchni bliskowschodniej. Poza rodzajem mleka, z którego powstaje, jest identyczny z angielskim clotted cream.
Przygotowuje się go poprzez zagotowanie mleka, wlanie delikatnie na wierzch gęstej śmietany i pozostawienie na małym ogniu na ok. dwie godziny, a następnie zebranie śmietanki z wierzchu i odstawienie jej na pewien czas (od kilku godzin do nawet dni) do stygnięcia i fermentacji. Szczegóły przepisu, a także sposób konsumpcji różnią się zależnie od regionu – na Bałkanach kajmak podawany jest z pieczywem albo pleskawicą, w Turcji spożywany na śniadanie z wędlinami bądź miodem, a także wykorzystywany jako nadzienie do naleśników. Produkt ten występuje również w Iraku, gdzie nazywany jest qaimar i spożywany podobnie jak w Turcji, a także w Afganistanie, gdzie jako qymaq podawany jest z przaśnym chlebem, naanem bądź też w qymak chai – czyli specjalnie przyrządzonej zielonej herbacie, w której (wraz z sodą oczyszczoną i mlekiem) kajmak stanowi warstwę wierzchnią.
W Turcji osmańskiej pojęciem tym określano zsiadłe mleko bawolic. Obecnie w języku tureckim słowem tym niekiedy określa się gęstą pianę powstającą na tradycyjnej, mocnej kawie.